# Volodímir Vladko
Volodímir Mikolaiovich Yeremchenko (en ucraniano: Володимир Миколайович Єремченко; San Petersburgo, 8 de enero de 1901 - Kiev, 21 de abril de 1974), más conocido como Volodímir Vladko, fue un escritor de ficción, periodista y crítico teatral ucraniano. Fue miembro de la Unión de Escritores Soviéticos (1934).

## Biografía
Volodímír nació en San Petersburgo, en la familia de un técnico de prensa y una comadrona. Recibió su educación primaria en una escuela real, y más tarde se graduó en el Instituto de Educación Popular de Vorónezh. Dominaba el inglés y el latín. Tras perder a su padre a los 15 años, empezó a trabajar como copista en varias publicaciones impresas.
Sus primeras publicaciones datan de 1917, cuando empezó a trabajar como reportero. En 1917-1919 trabajó como articulista en el periódico Comuna de Vorónezh, y de 1919 a 1921, como jefe del departamento de propaganda de Tsentropechat en Vorónezh.
Trabajando en un periódico de Leningrado y luego en Vorónezh, firmó sus primeras publicaciones como Vladimir Eremchenko. Pero en las páginas de un artículo se cometió un error tipográfico: "Vlad" sobraba de la primera palabra, y la terminación "ko" de la segunda, lo que le llevó a adoptar el seudónimo de "Vladko".
En 1921 se trasladó a Járkov, donde trabajó como empleado literario de la redacción del periódico Proletario de Járrkov, corresponsal en lengua ucraniana del periódico Por la industrialización y secretario ejecutivo de la revista Radio.
Su primer libro Dombás - la tierra de oro, salió a la venta en 1930. Debutó como escritor de ciencia ficción con el relato Los robots van, premiado en el concurso ucraniano de 1929. Durante ese periodo publicó otros libros, entre ellos títulos como: El maravilloso generador, Argonautas del universo, 12 cuentos y Descendientes de los escitas.
A finales de la década de 1930, se convirtió en profesor titular del Departamento de teoría y práctica de la prensa del partido en el Instituto Ucraniano de Periodismo de Járkov. Más tarde trabajó como empleado literario de la redacción del periódico Socialist Kharkivshchyna.
Sus siguientes obras exploraban temas antifascistas y antibelicistas. Los aerotorpedos vuelven atrás y El capitán canoso transcurren durante la guerra civil española, en las que el protagonista intenta luchar contra la dictadura, pero todos sus esfuerzos acaban trágicamente.
Tras publicar El capitán canoso, Vladko guardó silencio durante 15 años. Durante la Segunda Guerra Mundial, Vladko fue comentarista político en la emisora de radio ucraniana Tarás Shevchenko de Sarátov. Posteriormente, fue corresponsal especial del Radinformburo, corresponsal interno del diario Pravda, jefe del Comité Central de Repertorio de Ucrania y jefe de la sección ucraniana de Literaturna Gazeta (Periódico de Literatura). En 1944 se afilió al Partido Comunista de la Unión Soviética.
En 1956, Vladko volvió a escribir ciencia ficción, escribiendo los relatos Tiempo prestado, Muerte púrpura, la colección Historias mágicas, así como la reedición de El capitán canoso.
Las obras de Volodímir Vladko se han traducido al bielorruso, búlgaro, húngaro, lituano, alemán, serbio, checo y japonés. En particular, Argonautas del Universo se publicó seis veces en Japón.
Vladko murió el 20 de abril de 1974 en Kiev, a la edad de 73 años. Fue enterrado en el cementerio de Baikove.

## Obras
- El motín de hierro" (1931, 1967).
- El maravilloso generador" (1935).
- 12 historias" (1936).
- Aerotorpedos vuelven atrás" (1937).
- "Argonautas del Universo" (1935, 1956).
- "Descendientes de los escitas" (1939).
- Capitán canoso" (1941, 1959).
- Tiempo prestado" ("Caja de Ahorros del Tiempo") (1961).
- Historias mágicas" (1962).
- Muerte púrpura" (1963).
- Obras en cinco volúmenes (1970-1971).